# Nordfriedhof (Dresden)

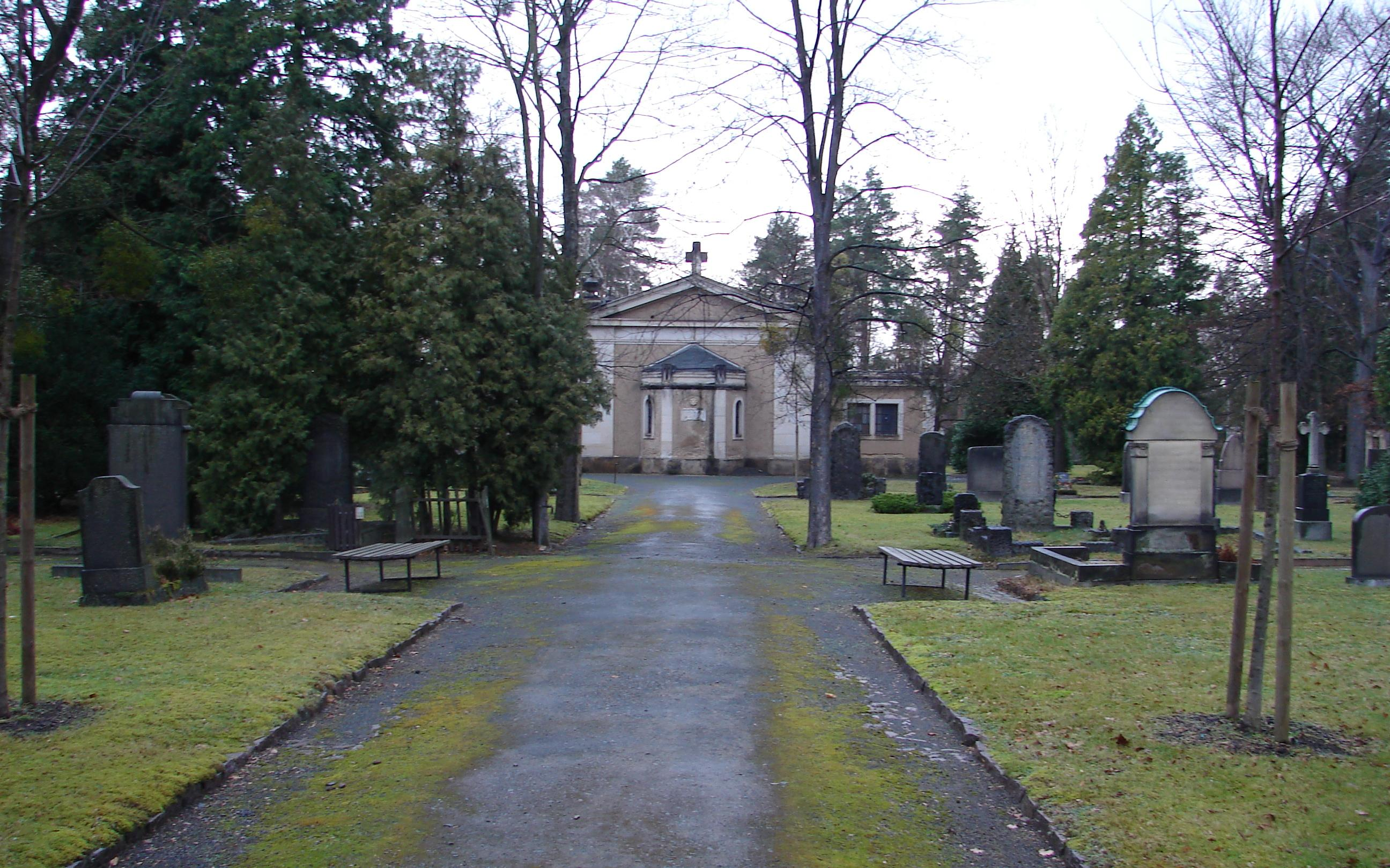
Ältester Teil des Nordfriedhofs mit Friedhofskapelle

Der Dresdner Nordfriedhof ist der ehemalige Militärfriedhof der sächsischen Landeshauptstadt und wird heute als öffentlicher Friedhof genutzt. Der älteste der vier kommunalen Friedhöfe im Dresdner Stadtgebiet befindet sich seit 1961 in städtischem Besitz. Der Nordfriedhof steht als Sachgesamtheit unter Denkmalschutz, vgl. Liste der denkmalpflegerischen Sachgesamtheiten in Dresden #Kirchen und Friedhöfe.

## Lage
Der Nordfriedhof befindet sich im Stadtteil Albertstadt und gehört somit zum Stadtbezirk Neustadt. Er liegt nordöstlich der Innenstadt nahe dem Südwestrand der Dresdner Heide. In der Nachbarschaft des über die Marienallee beziehungsweise den Kannenhenkel erreichbaren, ungefähr 4 Hektar großen Friedhofsgeländes befinden sich die Offizierschule des Heeres sowie der Sowjetische Garnisonfriedhof.

## Geschichte

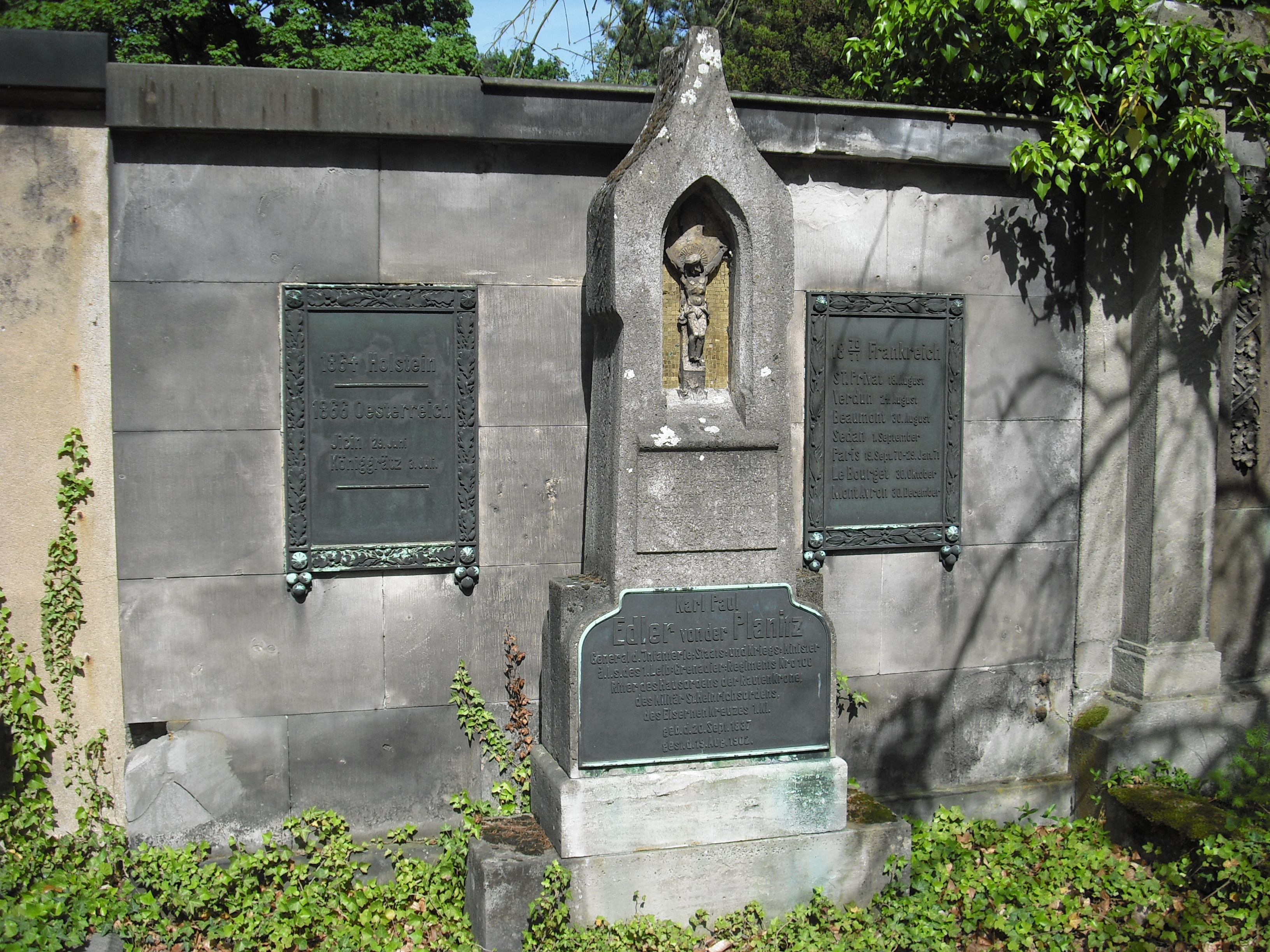
Grabstelle Paul von der Planitz

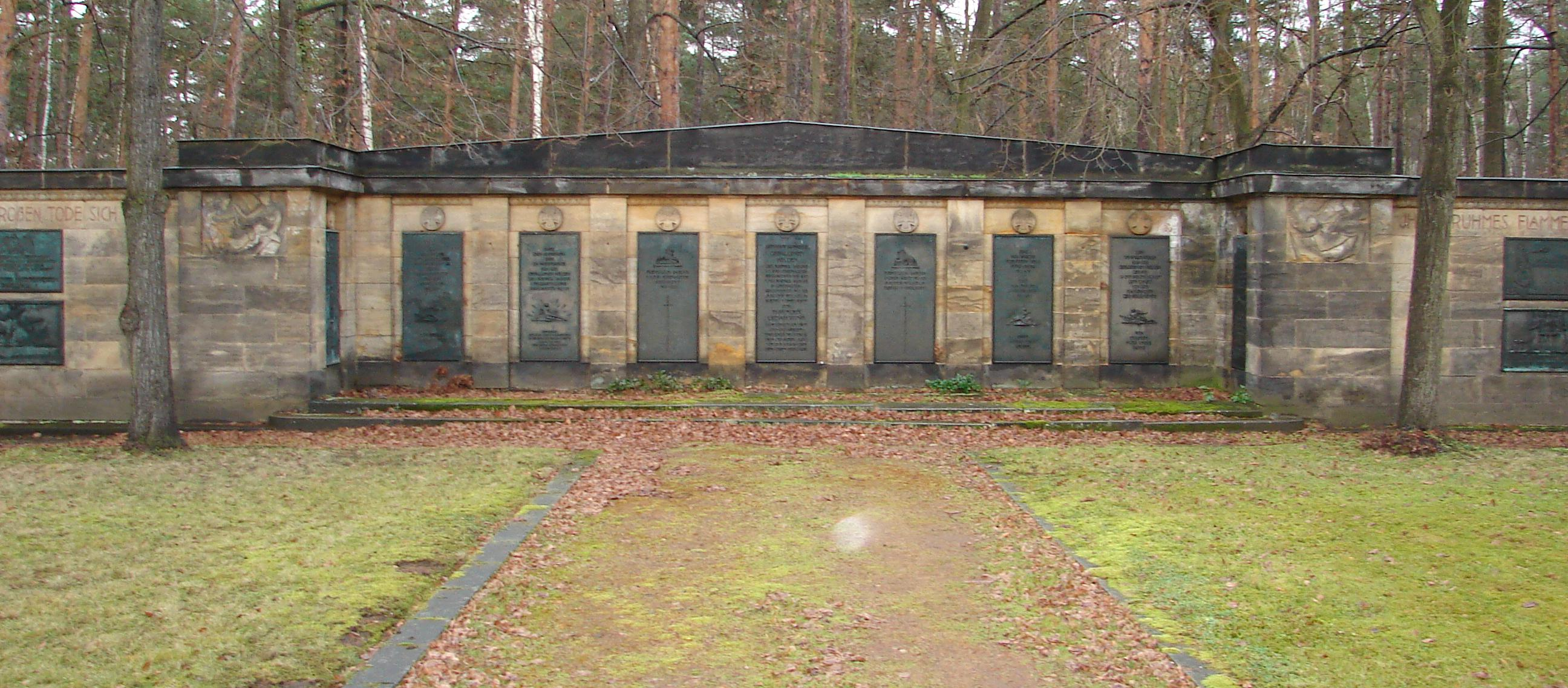
Im Ehrenhain für die im Ersten Weltkrieg Gefallenen der Dresdner Garnison

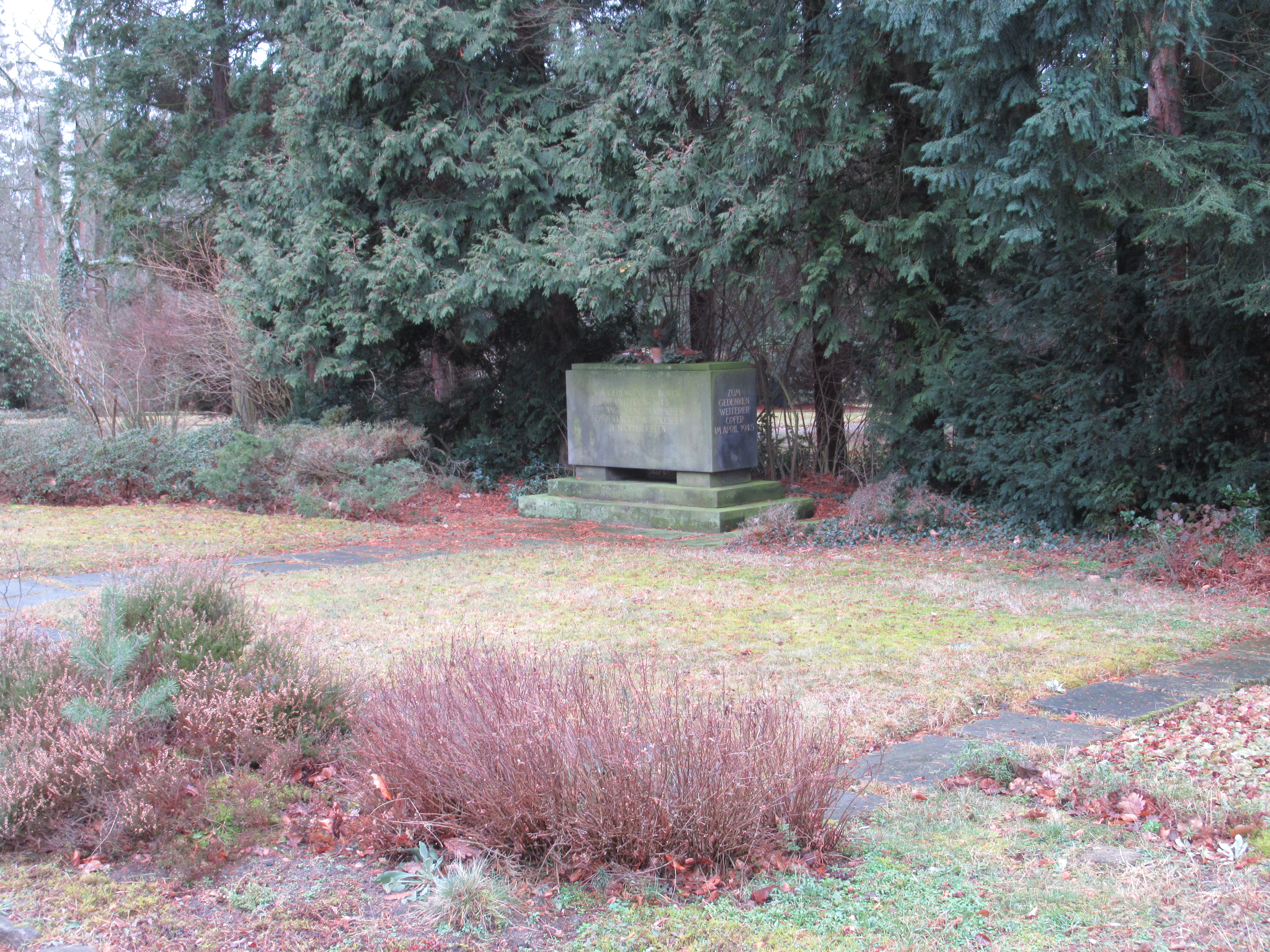
450 Bombenopfer: Feuerwehr, Polizei, Soldaten im Rettungseinsatz

Im Anschluss an den Deutsch-Französischen Krieg wurde die Sächsische Armee modernisiert. Im Zuge der Neuorganisation erfolgte in den 1870er Jahren auch die Errichtung großer Kasernenanlagen in der Albertstadt nach Plänen des sächsischen Kriegsministers Fabrice. Dazu gehörte auch ein großes Lazarett, das sich nördlich der Kadettenunterkünfte der Offizierschule befand und heute auf dem Gelände der Graf-Stauffenberg-Kaserne liegt. Um 1900 regte Paul von der Planitz, Fabrices Nachfolger im Amt des Kriegsministers, die Neuanlage eines Militärfriedhofs an, um im Lazarett verstorbene Soldaten sowie deren Angehörige und Bedienstete in der direkten Umgebung des Sterbeorts begraben zu können.
Am 1. Oktober 1901 wurde der Nordfriedhof unter dem Namen Garnisonfriedhof feierlich eingeweiht. Zur ersten Bestattung kam es im Dezember desselben Jahres und 1902 weihte man die Friedhofskapelle. Zunächst umfassten die Friedhofsmauern eine rechteckige Fläche von etwa 1 Hektar. An diesen allseitig vorhandenen Mauern wurden Begräbnisstätten bekannter Persönlichkeiten der Militärgeschichte angelegt.
Eine erste Erweiterung wurde im Ersten Weltkrieg erforderlich, für dessen Gefallene man ab 1917 einen außerhalb der alten Mauern, etwas weiter östlich gelegenen Ehrenhain errichtete. Hier brachte man von Regimentsvereinen gestiftete Ehrentafeln an, die von Emil Hartmann geschaffen wurden. Neben mehr als 2000 Angehörigen des Deutschen Heeres fanden in diesem Bereich auch serbische, russische, französische und tschechische Kriegsgefangene ihre letzte Ruhe. Zwischen 1922 und 1947 existierte hier außerdem ein künstlerisch anspruchsvolles Bronzedenkmal nach einem Modell von Max Lange. Es zeigte zwei Soldaten, von denen sich einer im Todeskampf befand, und wurde auf Weisung der SMAD eingeschmolzen. Alljährlich zelebrierte man um den Johannistag eine Heldengedenkfeier zum Andenken an die Gefallenen. Im Jahre 1930 erfolgte die Umbenennung des Garnisonfriedhofs in Standortfriedhof.
Im Zuge des Zweiten Weltkriegs musste der Friedhof ein zweites Mal erweitert werden, was erneut problemlos möglich war, da er komplett von Wald umgeben ist. Dieser dritte Friedhofsteil wurde um 1940 errichtet und von einer Mauer umfasst, die auch die erste Erweiterung mit einschließt. Hier ruhen 978 deutsche Wehrmachtssoldaten, sowie ausländische Zwangsarbeiter in elf Sammelgräbern und über 100 Wehrdienstverweigerer, die hingerichtet wurden oder sich selbst das Leben nahmen. 1951 begrub man hier 450 Dresdner Bombenopfer von Februar bis April 1945, vorwiegend Feuerwehrleute, Schutzpolizisten und Soldaten, in einem Sammelgrab und stellte für sie einen Gedenkstein auf. Sie waren zunächst außerhalb des Friedhofs begraben gewesen. Der überwältigende Hauptteil der Toten des 13. Februars liegt jedoch auf dem Heidefriedhof.
Kurz nach Kriegsende benannte man den Friedhof erneut um. Seither trägt er den Namen Nordfriedhof. In unmittelbarer Nachbarschaft, auf der anderen Straßenseite, wurde damals auf Befehl der sowjetischen Besatzer auch der Sowjetische Garnisonfriedhof für verstorbene Angehörige der Sowjetarmee angelegt. Auf dem Nordfriedhof existiert außerdem eine Urnengemeinschaftsanlage für 5500 Beisetzungen aus den 1950er und 1960er Jahren. Seit 1987 unter Denkmalschutz, ist er heute ein ziviler und städtischer Friedhof. Jedes Jahr wird am Jahrestag des Attentats auf Adolf Hitler vom 20. Juli 1944 auf dem Nordfriedhof der Opfer des Nationalsozialismus gedacht. An diesen Veranstaltungen nehmen häufig unter anderem Angehörige der Offizierschule des Heeres sowie Vertreter der Stadt Dresden, des Arbeitskreises Sächsische Militärgeschichte, des Volksbundes Deutsche Kriegsgräberfürsorge und der Militärseelsorge teil.

## Bedeutende Gräber
- Felix Barth (1851–1931), General

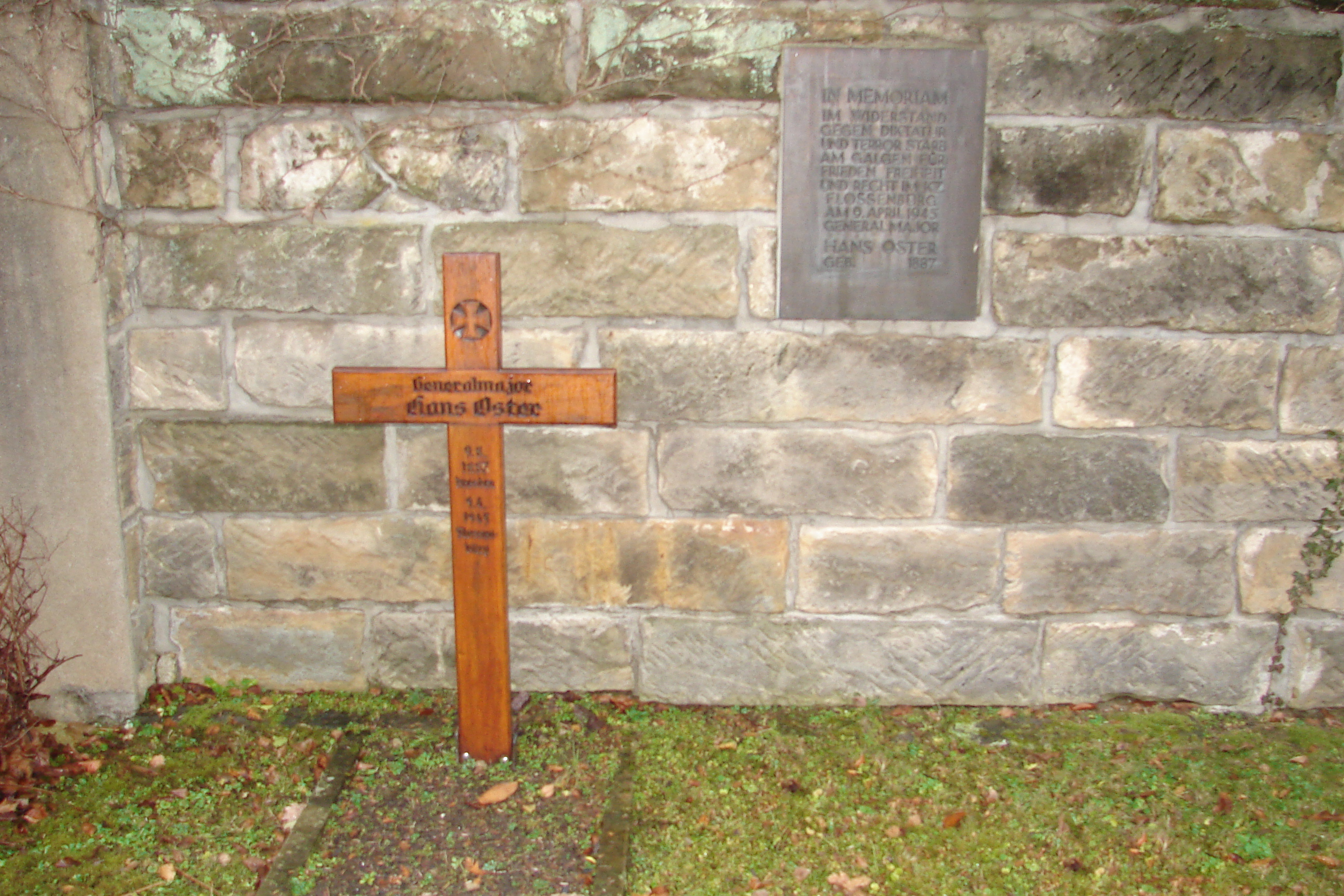
Gedenktafel für den Widerstandskämpfer Hans Oster an der inneren Mauer des Nordfriedhofs

- Adolph von Carlowitz (1858–1928), General und Kriegsminister von Sachsen
- Heinrich Leo von Carlowitz (1846–1907), Generalleutnant
- Gustav von der Decken (1861–1931), Generalleutnant
- August Fortmüller (1864–1942), Generalleutnant
- Charles Garke (1860–1936), Generalleutnant, wohnte in der Villa Garke
- Lothar von Hausen (1907–1944), Korvettenkapitän
- Paul von Hingst (1846–1919), Generalleutnant
- Julius Carl Mathias Hoch (1863–1930), Generalleutnant
- Constantin von Hoenning O’Carroll (1841–1925), Generalleutnant
- Eduard Hummitzsch (1846–1917), Generalmajor, Anlage gilt als künstlerisch wertvoll
- Ernst Hüttig (1872–1913), Zahlmeister der Schutztruppe für Deutsch-Ostafrika
- Wilhelm Jahn (1866–1924), Generalleutnant
- Hans von Kirchbach (1849–1928), Generaloberst
- Hans Karl Albert Alexander von Kirchbach (1869–1918), Major
- Maximilian von Laffert (1855–1917), General
- Johannes Anton Larraß (1832–1908), Generalleutnant
- Max Leuthold (1863–1934), Generalleutnant
- Curt von Loeben (1841–1920), Generalleutnant
- Curt von Loeben (1885–1956), Major
- Georg Ludwig Rudolf Maercker (1865–1924), General und Landeskommandant von Sachsen
- Alfred Müller (1866–1925), Generalstabsoffizier der Sächsischen Armee, Generalleutnant der Reichswehr, Landeskommandant von Sachsen
- Paul von der Planitz (1837–1902), General und Kriegsminister von Sachsen
- Adolf von Rabenhorst (1846–1925), General
- Hermann von Schweinitz (1851–1929), General
- Arno Thalmann (1869–1932), Generaloberarzt
- Gotthard von Timroth (1868–1941), Kaiserlich-Russischer Generalmajor und Georgsritter
- Arno Friedrich August Trinckauf (1874–1934), Generalarzt
- Alphons de Vaux (1854–1918), Generalleutnant
- Woldemar Graf Vitzthum von Eckstädt (1863–1936), Präsident der sächsischen Landessynode
- Hans von Watzdorf (1857–1931), Generalleutnant
- Bernhard Woldemar Weigel (1851–1908), Generalmajor, Anlage gilt als künstlerisch wertvoll

Auf dem Friedhof befinden sich zudem Gedenkstätten für Personen des 20. Juli 1944:
- Friedrich Olbricht (1888–1944), General
- Hans Oster (1887–1945), Generalmajor

Weitere Persönlichkeiten
- Richard Theodor von Hennig (1852–1926), Generalleutnant

## Gedenkstätten

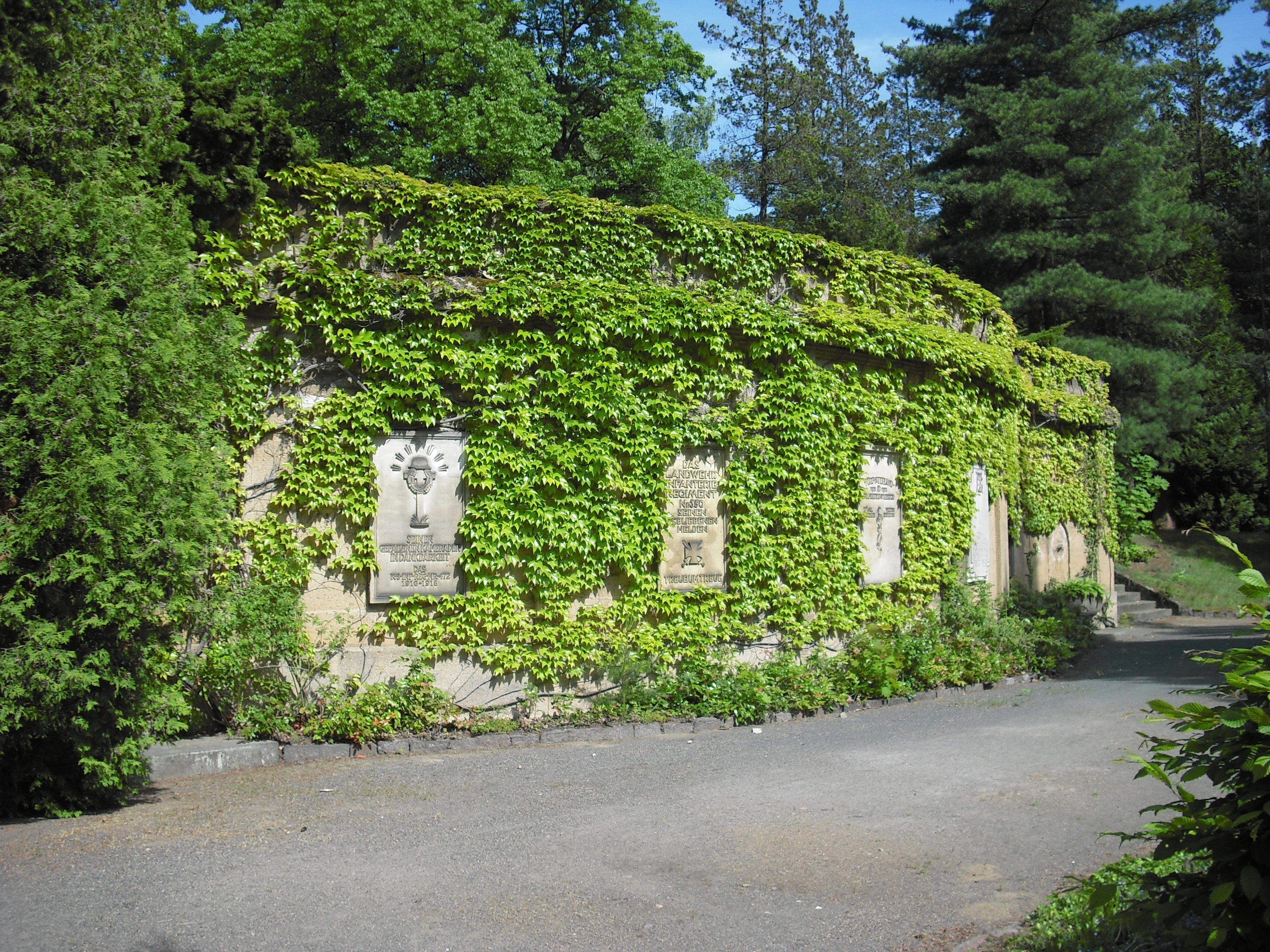
Aufgang zum Ehrenhain

- Ehrenhain für die im Ersten Weltkrieg gefallenen Soldaten der Dresdner Garnison, Anlage gilt als künstlerisch wertvoll
- Gedenkstein über Sammelgrab für 450 Luftkriegsopfer (im Februar, März und April 1945) aus den Reihen der Feuerwehr, Polizei und Wehrmacht
- Gedenkstein für die Gefallenen des Zweiten Weltkriegs
- Gedenkstätte für die im Zweiten Weltkrieg gefallenen Angehörigen des Infanterieregimentes Nr. 10, des Artillerieregimentes Nr. 4 und des Reiterregimentes Nr. 12
- Gedenkkreuz für wegen Fahnenflucht oder Wehrkraftzersetzung verurteilte Wehrmachtssoldaten
- Gedenkstein für ungarische Soldaten im Zweiten Weltkrieg
- Gedenkstein für polnische, tschechische und rumänische Fremdarbeiter
- Gedenkstein für sowjetische Zwangsarbeiter